# СОК Красная Глинка
СОК Кра́сная Гли́нка — горнолыжный и спортивно-развлекательный комплекс в Красноглинском районе Самары, на территории Сокольих гор.
Пропускная способность комплекса от 2500 до 5000 человек в день.
Горнолыжный сезон длится с середины ноября по март (в снежные зимы — до начала апреля). Летом работают открытый бассейн, детский лагерь выходного дня, спортплощадки.

## История

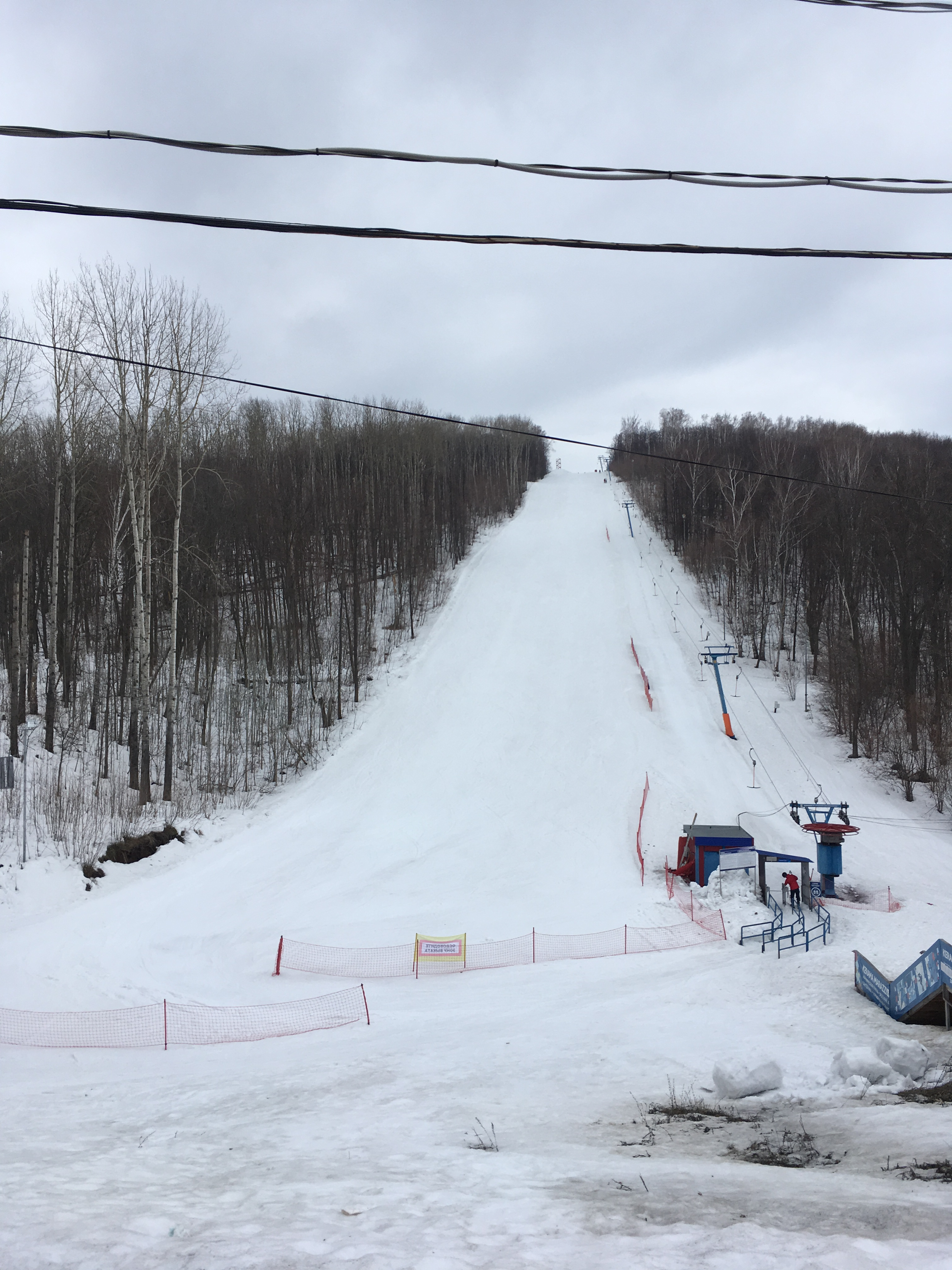
2019

Свою историю горнолыжный комплекс начал в 1973 году. Был установлен один подъёмник и организована ДЮСШ под руководством Г. А. Лазарева.
В 1986 году Куйбышевский межлесхоз передал в аренду земли склона заводу «Электрощит» для строительства горнолыжной трассы, бытового корпуса и автостоянки. В 1996 г. в связи с продажей спорткомплекса арендатор переоформил 3,25 га на ОАО «Самарагаз». Последнее получило землю на 25 лет, а в 2008 г. переуступило права аренды ООО «Горнолыжный комплекс», который впоследствии перешёл под управлением группы «СОК» принадлежащей Юрию Качмазову.
В 2000-е была намечена концепция развития ГЛК. Приглашённый специалист из Австрии наметил общий план развития горнолыжного комплекса, который на тот момент состоял из четырёх трасс (нижняя площадка).

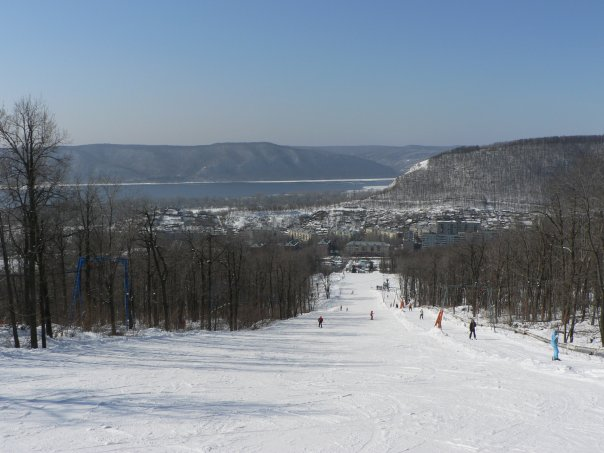
«СОК Красная Глинка» горнолыжный курорт 2009 год

К 2009 году были заключены договоры на аренду земли, согласован проект освоения лесов, проведены подготовительные работы. Соответственно до 2011 года строительство велось уже на другой стороне (новая или верхняя площадка).
Были оборудованы новые трассы и дополнительно установлены подъемники. Кресельный подъемник появился одним из первых в Поволжье. Он был приобретён у самарской компании «СКАДО». Подготовка верхней площадки велась до 2011 года, всё это время верхняя сторона была закрыта. В то же время велась работа по оборудованию трасс, систем оснежения и освещения для вечернего катания.
В 2011 году комплекс получил в два раза больше трасс, а также возможность катания вечером на новой трассе. В январе 2012 года состоялось открытие комплекса в обновлённом виде.
В 2014 году ГЛК получил сертификат соответствия горнолыжных трасс, и был внесён в специализированный реестр объектов спорта РФ. Это позволяет проводить здесь состязания всероссийского уровня, и присваивать высшие спортивные разряды.
В 2017 году группа «СОК» делала попытку продать ГЛК за 300 млн рублей.
За 2019 год комплекс посетили более 150 000 человек.
В 2022 году региональный минлесхоз отказался продлевать право аренды ООО «Горнолыжный комплекс» на лесные участки в Волжском лесничестве на прежних условиях — на много лет и без проведения торгов (под трассами и подъемниками).

## Инфраструктура

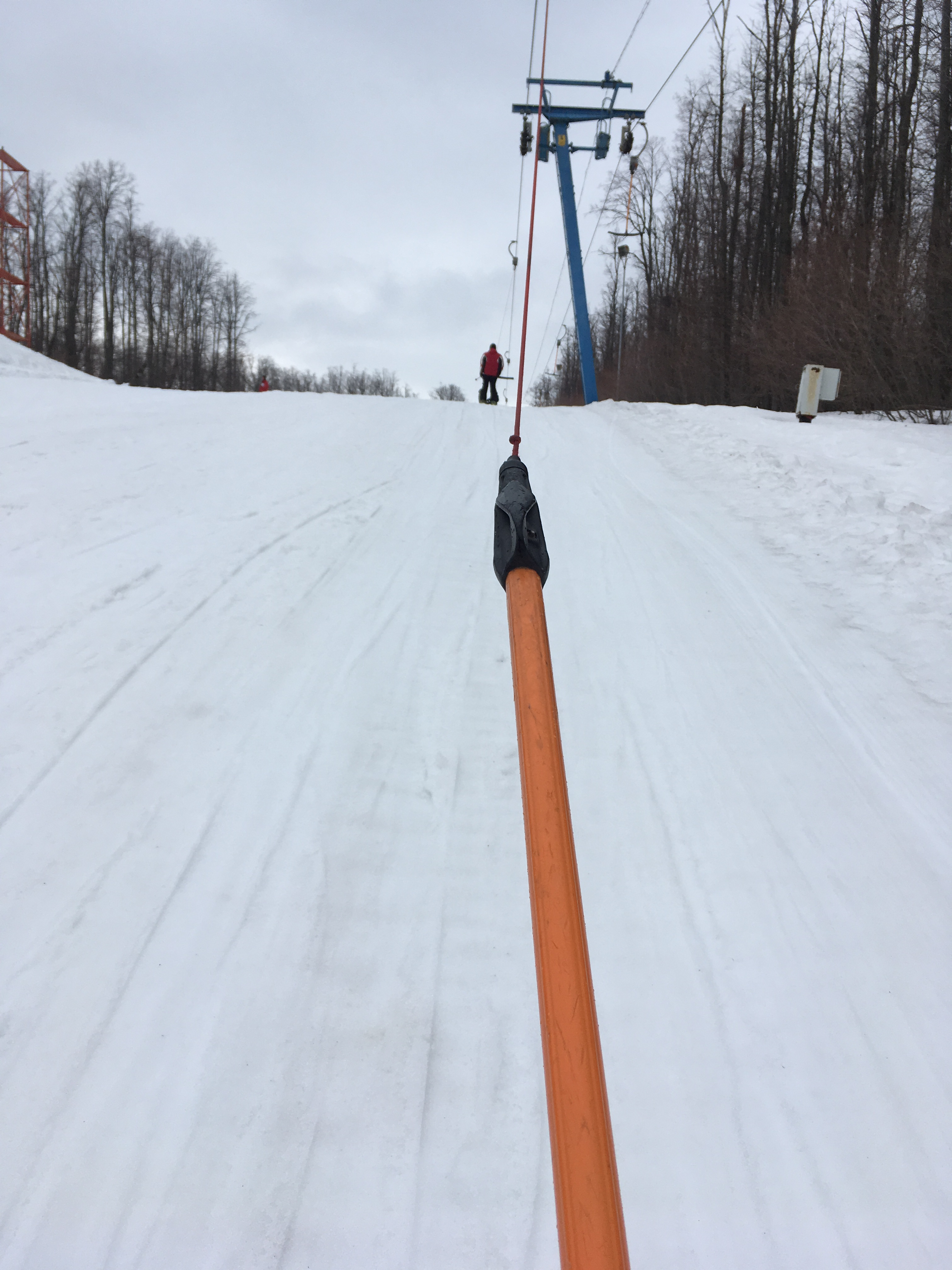

В комплексе «СОК Красная Глинка» всего 11 трасс общей протяжённостью 6500 метров. Самая длинная из них — 1200 метров, она является самой простой. Хотя есть участки сложнее остальных, здесь проводят соревнования по сноуборд-кроссу, слалому, слалому-гиганту и слалому-боне. На шести склонах комплекса есть освещение.
Есть учебная и детская трассы, трассы для тюбингов (протяжённостью — 150 метров и детская — 50 метров), на которых можно кататься как на прокатных, так и на своих тюбах («ватрушках»).
В сноу-парке комплекса есть фигуры для прыжков и джиббинга: Flat box, Rainbow box, Big Air.
Склоны оборудованы одним четырёхместным кресельным подъёмником, четырьмя буксировочными канатными дорогами, и тремя беби-лифтами на детской, учебной трассе и в сноу-парке.
Система искусственного оснежения обеспечивают раннее начало сезона и большую его продолжительность даже в случае тёплых и малоснежных зим.
Трассы регулярно готовятся ратраками, что обеспечивает безопасное состояние трасс.

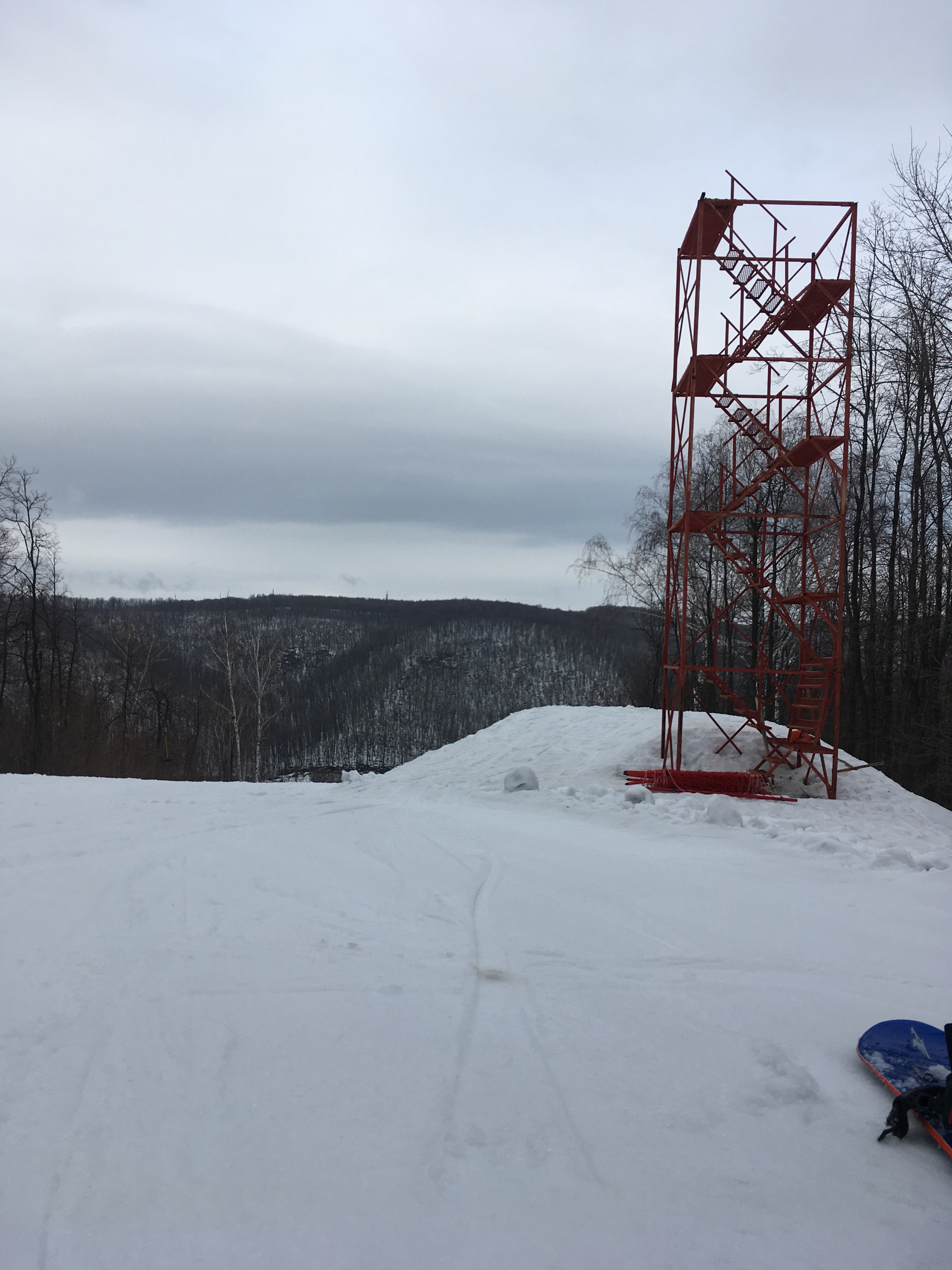

В инфраструктуру комплекса также входят:
- пункты проката спортивного оборудования
- мастерская по ремонту и тюнингу горнолыжного оборудования
- кафе и рестораны
- камеры хранения
- две автопарковки на 100 и 500 мест
- инструкторский центр (групповое и индивидуальное обучение)
- центр развлечений «Active Time» (джипы, квадроциклы, верховая езда, «тарзанка», стрельба из лука)
- служба спасения и пункты доврачебной помощи.

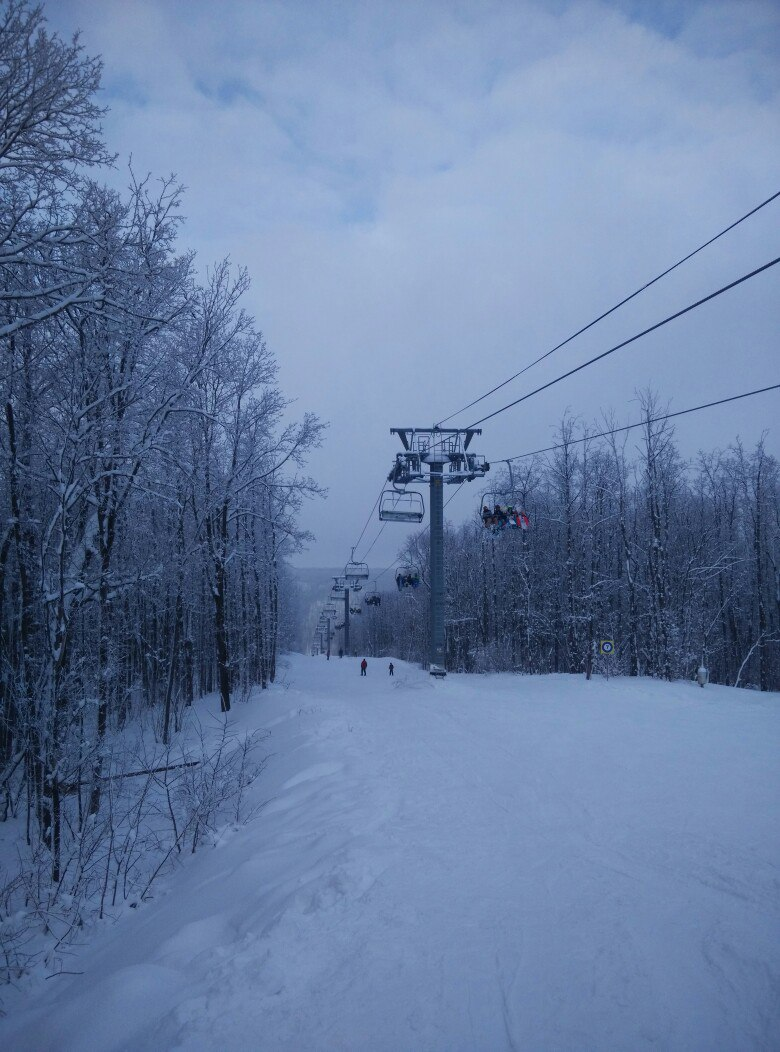

Летом работают открытый бассейн, детский лагерь выходного дня, кафе, спортивные площадки (волейбол, стрельба из лука, дартс, настольный теннис, мини-футбол, катание на роликовых коньках).
На территории комплекса находятся гостиница.

## Соревнования
Ежегодно здесь проходит более 20 мероприятий и соревнований для профессионалов, любителей, детей и ветеранов спорта.
В марте 2019 году прошёл первый «BikiniFestSOK» — массовый спуск с пятой трассы в купальниках и карнавальных костюмах.
На территории комплекса проходят занятия по парасноуборду.